# Estados Confederados del Río de la Plata
Los Estados Confederados del Río de la Plata fueron una propuesta de Estado ideada por Domingo Faustino Sarmiento en su libro Argirópolis o la capital de los estados confederados del Río de la Plata (1850) que incluían a la Confederación Argentina, el Estado Oriental del Uruguay y el Paraguay, con capital en la isla Martín García, donde se fundaría su capital, Argirópolis. Esta idea no prosperó debido a los cambios históricos producidos por la batalla de Caseros (1852).
Parte del texto explica:

Creemos haber llegado a establecer sólidamente la conveniencia, la necesidad y la justicia de crear una capital en el punto céntrico del Río de la Plata, que poniendo por su posición geográfica en armonía todos los intereses que se chocan sin provecho después de tan largos años, termine a satisfacción de todos los partidos, de todos los Estados del Plata la guerra que los desola, para cuya solución han sido impotentes las armas de la Confederación Argentina y la diplomacia europea. Efectivamente, la creación de una capital en Martín García, para conciliar los intereses y la libertad de los Estados confederados, tiene en su apoyo...